# Oleksiivka, Mașivka
Oleksiivka (în ucraineană Олексіївка) este un sat în comuna Starîțkivka din raionul Mașivka, regiunea Poltava, Ucraina.

## Demografie
Componența lingvistică a localității Oleksiivka
     Ucraineană (93,75%)
     Rusă (4,17%)
Conform recensământului din 2001, majoritatea populației localității Oleksiivka era vorbitoare de ucraineană (93,75%), existând în minoritate și vorbitori de rusă (4,17%).